# Arbrå tingslag
Arbrå tingslag var ett tingslag i Västra Hälsinglands domsaga i Hälsingland i Gävleborgs län.
Tingslaget bildades tidigt och dess verksamhet överfördes 1880 till Arbrå och Järvsö tingslag.
Tingslaget hörde från 1831 till Västra Hälsinglands domsaga och Södra Hälsinglands domsaga innan dess.

## Socknar
Tingslaget omfattade följande socknar:
- Arbrå socken
- Undersviks socken